# Кутузов, Сергей Дмитриевич
Сергей Дмитриевич Кутузов (род. 9 апреля 1999 года) — российский борец греко-римского стиля. Вице-чемпион мира 2021, финалист чемпионата России 2024.

## Карьера
Начинал заниматься борьбой в Шахтах. Стал тренироваться в центре олимпийской подготовки № 1 Ростова-на-Дону. На первенстве Европы (U23) 2021 года в Македонии стал бронзовым призёром.
На чемпионате мира 2021 года выступал в категории до 72 кг. В финале проиграл армянину Малхасу Амояну.
Серебряный призёр чемпионата мира до 23 лет 2021 в Белграде.
На Всероссийский Спартакиаде 2022 в весовой категории до 77 кг занял 1 место.
В начале 2024 года стал финалистом чемпионата России в Наро-Фоминске в весе до 77 кг. 